# 1909년
1909년은 금요일로 시작하는 평년이다.

## 연호
- 대한제국(大韓帝國) 융희(隆熙) 3년
- 청(淸) 선통(宣統) 원년
- 일본(日本) 메이지(明治) 42년
- 응우옌 왕조(阮朝) 주이떤(維新) 3년

## 기년
- 대한제국(大韓帝國) 순종(純宗) 3년
- 청(淸) 선통제(宣統帝) 원년
- 응우옌 왕조(阮朝) 유신제(維新帝) 3년

## 사건
- 1월 16일 - 어니스트 섀클턴 원정대, 자남극에 도달하다.
- 1월 28일 - 1898년 미서전쟁 때 쿠바에 주둔했던 미군 쿠바에서 철수하다.
- 1월 30일 - 미국과 캐나다 사이에 나이아가라 폭포를 보호하자는 협정 맺어지다.
- 2월 1일
  - 미주 한국인단체, 통합하여 국민회(國民會) 발족.
  - 청나라 상하이에서 제2회 아편 금지 국제회의 개막.
- 2월 21일 - 핀란드 의회의장 페르 에빈드 스빈후부드가 러시아화 정책을 공개적으로 비토하자 니콜라이 2세가 의회를 해산하다.
- 3월 0일 - 독일 프리츠 하버가 공중 질소를 이용한 암모니아 합성법을 개발하여 저렴한 질소비료의 인공생산이 가능하게 되었다.
- 3월 4일 - 윌리엄 하워드 태프트가 미국 대통령으로 취임하다.
- 3월 14일 - 이탈리아 왕국에서 총선이 실시되어 역사적 좌파 진영이 최다의석수를 차지하였다.
- 4월 6일 - 로버트 피어리가 북극점에 도달하다.
- 4월 11일 - 텔아비브가 세워지다. 세워진 당시 이름은 "아후자트바이트".
- 4월 18일 - 천주교, 잔 다르크를 시성하다.
- 4월 27일 - 오스만 황제 압뒬하미트 2세 폐위되고 그 동생 메흐메트 5세 즉위하다.
- 5월 1일 ~ 2일 - 1909년 핀란드 의회선거 치러지다.
- 6월 15일 - 잉글랜드, 호주, 남아프리카 대표들이 모여 국제 크리켓 동맹을 결성하다.
- 7월 6일 - 일본, 내각이 한일 병합을 결정.
- 7월 12일 - 대한제국과 일본 간에 기유각서 체결. 이란에서 혁명 발생.
- 7월 16일 - 페르시아에서 혁명 일어나 모함마드 알리 샤 폐위되고 그 아들 아흐마드 샤 즉위하다. 모함마드 알리 샤는 러시아 제국으로 망명해 니콜라이 2세에게 자신의 복위를 도와달라고 탄원하다.
- 7월 25일 - 루이 블레리오, 최초로 동력비행기로 영불해협을 횡단하다.
- 8월 4일 - 대한제국, 보부상(褓負商)들 모임인 대한상무부 발족.
- 9월 4일 - 청나라와 일본 간에 간도협약 체결.
- 9월 9일 - 핼리 혜성의 사진이 최초로 촬영되다.
- 10월 14일 - 안창호, YMCA회관에서 '전도(前途)의 희망'이란 제목으로 연설.
- 10월 16일 - 핀란드 케미와 로바니에미 사이에 철도노선 개통되다.
- 10월 26일 - 조선통감 이토 히로부미, 한국 민족주의자 안중근에게 피살되다. (이토 히로부미 저격 사건)
- 11월 11일 - 미국이 하와이에 진주만을 세우다.
- 11월 17일 - 안중근, 〈참간장〉 발표
- 11월 18일 - 미국 군함 두 척이 니카라과에 출동, 호세 산토스 젤라야 대통령을 축출하고 니카라과인 500명과 미국인 2명을 처형하다.
- 11월 24일 - 니콜라이 2세, 니콜라이 보브리코프 전임 총독이 개시한 동화정책을 재개할 인사로 프란츠 세인을 핀란드 총독에 임명하다.
- 12월 4일 - 일진회, 한일 합방 조약을 요구.
- 12월 17일 - 벨기에인의 왕 레오폴 2세 죽다. 그 아들 알베르 1세가 계승하다.
- 일자 불명
  - 헬싱키 최초의 발전소 수빌만 발전소가 완공되다. 이 발전소는 핀란드 최초의 철근 콘트리트 건물이기도 했다.
  - 한해 동안 대서양에서 허리케인 11개가 발생하다(1909년 대서양 허리케인).
  - 카를 란트슈타이너가 혈액형을 발견하다.

## 문화
- 3월 31일 - 일진회가 대여한 땅에 5년제 한성부립 일본인 조합 중학교를 설립. (경희궁터)
- 9월 - 숙명여자고등여학교가 정식 학교로 학부에 인가를 받음. (최초 공식 사립)
- 10월 13일 - 대한제국, 제 1회 사법시험 실시.
- 10월 15일 - 최초의 지방지 경남일보 창간.
- 11월 11일 - 조선 교육령 발표.
- 12월 19일 - 독일 축구 클럽 보루시아 도르트문트 창단.
- 영국의 버밍엄 대학교 설립.
- 미국 오리건 주에 리드 대학교 설립.
- 관립평양고등학교 설립.

## 탄생

### 1월
- 1월 1일 - 미국의 배우 데이나 앤드루스. (~1992년)
- 1월 2일 - 미국의 정치인 배리 골드워터. (~1998년)
- 1월 14일 - 미국의 영화 감독, 연극 감독 조지프 로지. (~1984년)
- 1월 19일 - 일본의 야구 선수 미즈하라 시게루. (~1982년)
- 1월 22일 - 일본의 야구 선수 마쓰키 겐지로. (~1986년)
- 1월 25일 - 일본의 바둑 기사 기타니 미노루. (~1975년)

### 2월
- 2월 3일
  - 대한민국의 시인, 문학평론가 김용제. (~1994년)
  - 대한민국의 학자 김삼순. (~2001년)
  - 프랑스의 철학자 시몬 베유. (~1943년)
- 2월 9일 - 미국의 전 국무장관 딘 러스크. (~1994년)
- 2월 11일
  - 대한민국의 소설가 오영수. (~1979년)
  - 미국의 영화 감독, 영화 각본가 조지프 L. 맹키위츠. (~1993년)
- 2월 15일
  - 조선민주주의인민공화국의 소설가 현덕. (~1926년)
  - 네덜란드의 시민 미프 히스. (~2010년)
- 2월 28일 - 영국의 문인 스티븐 스펜더. (~1995년)

### 3월
- 3월 10일 - 대한민국의 작가 조용만. (~1995년)
- 3월 26일 - 대한민국의 국악인 김천흥. (~2007년)
- 3월 30일 - 대한민국의 국악인 김천흥. (~2007년)

### 4월
- 4월 13일 - 폴란드의 수학자 스타니스와프 울람. (~1984년)
- 4월 15일 - 대한민국의 정치인 박성우. (~1954년)
- 4월 25일 - 대한민국의 소설가 김광희. (~1941년)
- 4월 28일 - 대한민국의 작곡가 박준일. (~2001년)
- 4월 30일 - 네덜란드의 여왕 율리아나. (~2004년)

### 5월
- 5월 7일 - 네덜란드의 피겨 스케이팅 선수 루 데이크스트라. (~1964년)
- 5월 15일 - 잉글랜드의 배우 제임스 메이슨. (~1984년)
- 5월 19일 - 영국의 인도주의자 니컬러스 윈턴
- 5월 26일
  - 대한민국의 축구 선수 김화집. (~2006년)
  - 영국 스코틀랜드의 전 축구 선수, 감독 맷 버즈비. (~1994년)
- 5월 27일 - 일제 강점기와 대한민국의 법조인 손동욱. (~1976년)
- 5월 30일 - 미국의 스윙 재즈 음악가, 클라리넷 연주자 베니 굿먼. (~1986년)

### 6월
- 6월 5일 - 대한민국의 정치인. 제2대 국회의원 박철규.
- 6월 7일 - 미국의 배우 제시카 탠디. (~1994년)
- 6월 9일 - 중화인민공화국 약리학자 및 대학 교수 겸 정치인 저우진황. (~1999년)
- 6월 13일- 대한민국의 기독교인 강신명. (~1985년)
- 6월 19일 - 일본의 소설가 다자이 오사무. (~1948년)
- 6월 20일 - 일본의 육상 단거리 선수 요시오카 다카요시. (~1984년)
- 6월 24일 - 대한민국의 피아니스트 김경석. (~1956년)
- 6월 28일 - 일본의 야구 선수 나카지마 하루야스. (~1987년)

### 7월
- 7월 15일 - 대한민국의 독립운동가 김두환. (~1956년)
- 7월 17일 - 대한민국의 작곡가, 지휘자, 피아니스트 이흥렬. (~1980년)
- 7월 18일
  - 구 소련의 외교관 안드레이 그로미코. (~1989년)
  - 아프가니스탄의 정치인 무함마드 다우드. (~1978년)
- 7월 25일
  - 대한민국의 조직폭력배, 기업인 선우영빈. (~1978년)
  - 미국의 슈퍼센티네리언 엘리자베스 프랜시스. (~2024년)

### 8월
- 8월 3일 - 미국의 심리학자 닐 밀러. (~2002년)
- 8월 12일 - 일제강점기의 농촌운동가 최용신. (~1935년)
- 8월 14일 - 대한민국의 독립운동가 조규찬. (~1997년)
- 8월 19일 - 폴란드의 작가 예지 안제예프스키. (~1983년)
- 8월 21일 - 소련의 수학자, 물리학자 니콜라이 보골류보프. (~1992년)
- 8월 25일 - 미국의 배우, 가수, 댄서 루비 킬러. (~1993년)

### 9월
- 9월 2일 - 일본의 슈퍼센티네리언 하야시 오카기. (~?)
- 9월 5일 - 대한민국의 농촌운동가 김용기. (~1988년)
- 9월 7일 - 미국의 영화 감독 엘리아 카잔. (~2003년)
- 9월 9일 - 독일의 단거리 육상 선수 아르투어 요나트. (~1963년)
- 9월 12일 - 대한민국의 작가, 소설가 정인택. (~1952년)
- 9월 21일 - 가나의 독립운동가, 대통령 콰메 은크루마. (~1972년)

### 10월
- 10월 15일 - 미국의 야구 선수 멜 하더. (~2002년)
- 10월 19일 - 프랑스의 물리학자 마르게리트 페레. (~1975년)
- 10월 23일 - 나치 독일의 정치인, 비서 및 마르틴 보어만의 아내 게르다 보어만. (~1946년)
- 10월 28일 - 대한제국의 황손 이건. (~1990년)

### 11월
- 11월 10일 - 미국의 군인 에드윈 워커. (~1993년)
- 11월 11일 - 미국의 배우 로버트 라이언. (~1973년)
- 11월 19일 - 미국의 경영학자 피터 드러커. (~2005년)
- 11월 29일
  - 대한민국의 문학가 김환태. (~1944년)
  - 일본의 배우 다나카 키누요. (~1977년)

### 12월
- 12월 3일 - 독일의 슈퍼센티네리언 샤를로테 크레치만. (~2024년)
- 12월 4일 - 잉글랜드의 배우, 프로듀서 앤 토드.
- 12월 7일 - 대한민국의 정치인 한태일. (~1995년)
- 12월 21일 - 일본의 작가 마쓰모토 세이초. (~1992년)

### 미상
- 대한민국의 교육가 겸 정치인, 제9대 국회의원 김동욱. (~1989년)
- 대한민국의 군인 이형석. (~1991년)
- 조선민주주의인민공화국의 군인, 정치인 리영호. (~?)
- 대한민국의 관료, 정치인 김규진. (~1999년)
- 일제 강점기의 관료 김석준. (~?)
- 조지프 심프슨. (~1968년)

## 사망

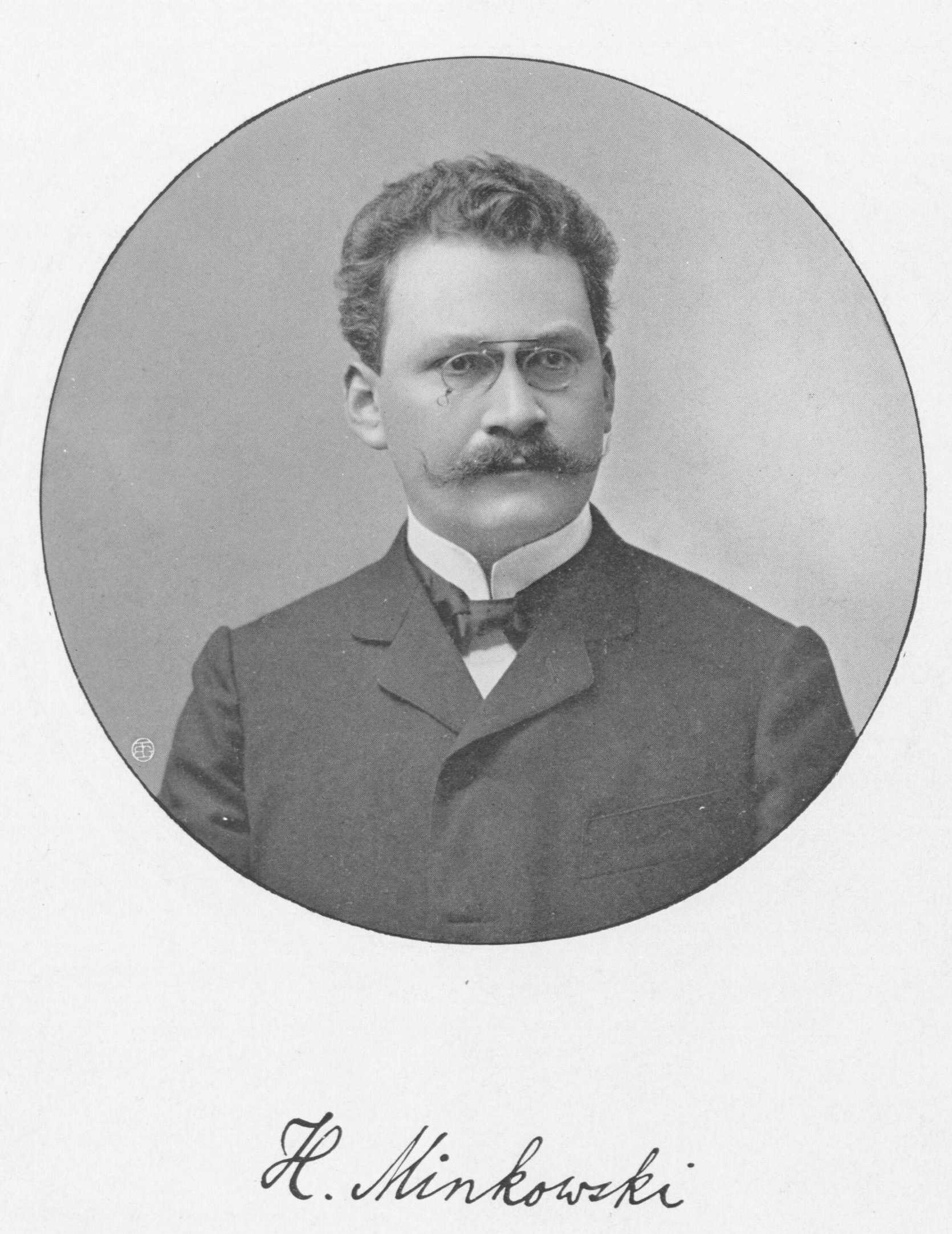
헤르만 민코프스키

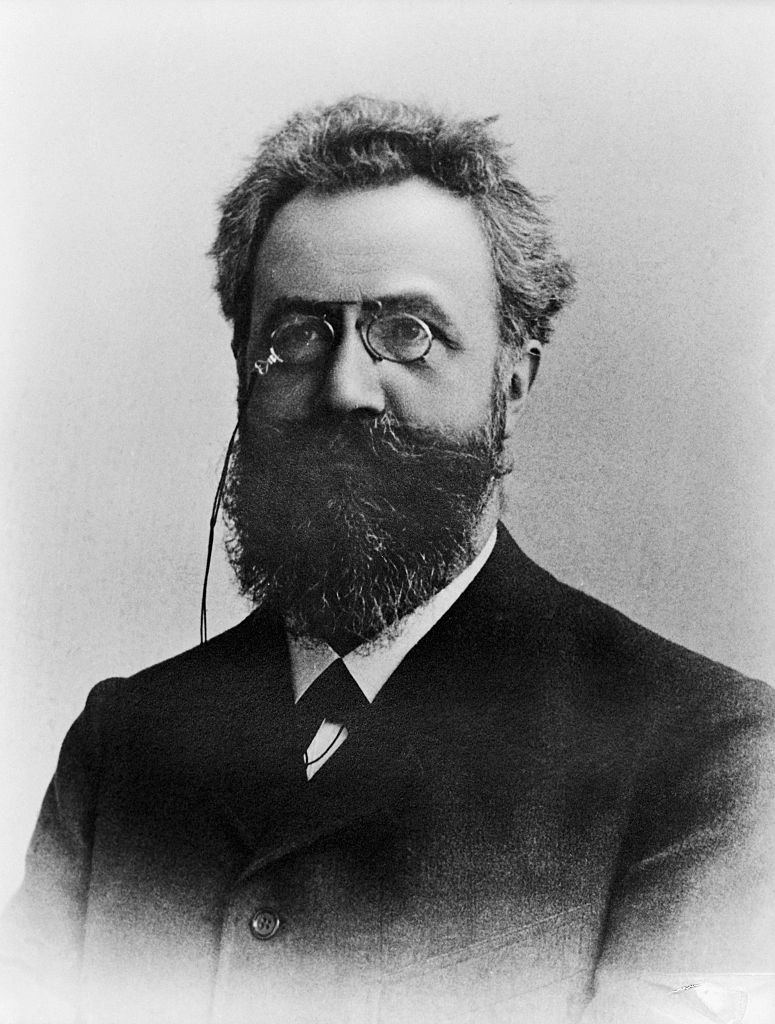
헤르만 에빙하우스

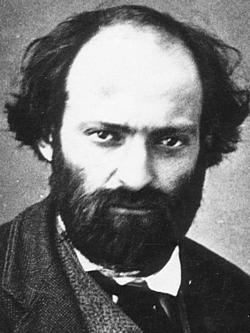
폴 세잔

- 1월 12일 - 러시아 태생의 독일 수학자 헤르만 민코프스키. (1864년~)
- 2월 26일 - 독일의 심리학자 헤르만 에빙하우스 (1850년 ~)
- 9월 20일 - 구한말의 의병장 이인영. (1868년~)
- 10월 22일 - 프랑스의 화가 폴 세잔. (1839년~)
- 10월 26일 - 일본의 정치인 이토 히로부미. (1841년~)

## 노벨상
- 물리학상 - 굴리엘모 마르코니 (이탈리아), 카를 페르디난트 브라운 (독일) 공동수상
- 화학상 - 빌헬름 오스트발트 (독일)
- 생리학·의학상 - 에밀 테오도어 코허 (스위스)
- 평화상 - 오귀스트 마리 프랑수아 베르나르트 (벨기에) 폴앙리뱅자맹 데스투르넬 드 콩스탕 (프랑스)
- 문학상 - 셀마 라겔뢰프 (스웨덴)

## 달력
| 1월 |    |    |    |    |    |    |
| 일  | 월 | 화 | 수 | 목 | 금 | 토 |
|     |    |    |    |    | 1  | 2  |
| 3   | 4  | 5  | 6  | 7  | 8  | 9  |
| 10  | 11 | 12 | 13 | 14 | 15 | 16 |
| 17  | 18 | 19 | 20 | 21 | 22 | 23 |
| 24  | 25 | 26 | 27 | 28 | 29 | 30 |
| 31  |    |    |    |    |    |    |

| 2월 |    |    |    |    |    |    |
| 일  | 월 | 화 | 수 | 목 | 금 | 토 |
|     | 1  | 2  | 3  | 4  | 5  | 6  |
| 7   | 8  | 9  | 10 | 11 | 12 | 13 |
| 14  | 15 | 16 | 17 | 18 | 19 | 20 |
| 21  | 22 | 23 | 24 | 25 | 26 | 27 |
| 28  |    |    |    |    |    |    |

| 3월 |    |    |    |    |    |    |
| 일  | 월 | 화 | 수 | 목 | 금 | 토 |
|     | 1  | 2  | 3  | 4  | 5  | 6  |
| 7   | 8  | 9  | 10 | 11 | 12 | 13 |
| 14  | 15 | 16 | 17 | 18 | 19 | 20 |
| 21  | 22 | 23 | 24 | 25 | 26 | 27 |
| 28  | 29 | 30 | 31 |    |    |    |

| 4월 |    |    |    |    |    |    |
| 일  | 월 | 화 | 수 | 목 | 금 | 토 |
|     |    |    |    | 1  | 2  | 3  |
| 4   | 5  | 6  | 7  | 8  | 9  | 10 |
| 11  | 12 | 13 | 14 | 15 | 16 | 17 |
| 18  | 19 | 20 | 21 | 22 | 23 | 24 |
| 25  | 26 | 27 | 28 | 29 | 30 |    |

| 5월 |    |    |    |    |    |    |
| 일  | 월 | 화 | 수 | 목 | 금 | 토 |
|     |    |    |    |    |    | 1  |
| 2   | 3  | 4  | 5  | 6  | 7  | 8  |
| 9   | 10 | 11 | 12 | 13 | 14 | 15 |
| 16  | 17 | 18 | 19 | 20 | 21 | 22 |
| 23  | 24 | 25 | 26 | 27 | 28 | 29 |
| 30  | 31 |    |    |    |    |    |

| 6월 |    |    |    |    |    |    |
| 일  | 월 | 화 | 수 | 목 | 금 | 토 |
|     |    | 1  | 2  | 3  | 4  | 5  |
| 6   | 7  | 8  | 9  | 10 | 11 | 12 |
| 13  | 14 | 15 | 16 | 17 | 18 | 19 |
| 20  | 21 | 22 | 23 | 24 | 25 | 26 |
| 27  | 28 | 29 | 30 |    |    |    |

| 7월 |    |    |    |    |    |    |
| 일  | 월 | 화 | 수 | 목 | 금 | 토 |
|     |    |    |    | 1  | 2  | 3  |
| 4   | 5  | 6  | 7  | 8  | 9  | 10 |
| 11  | 12 | 13 | 14 | 15 | 16 | 17 |
| 18  | 19 | 20 | 21 | 22 | 23 | 24 |
| 25  | 26 | 27 | 28 | 29 | 30 | 31 |

| 8월 |    |    |    |    |    |    |
| 일  | 월 | 화 | 수 | 목 | 금 | 토 |
| 1   | 2  | 3  | 4  | 5  | 6  | 7  |
| 8   | 9  | 10 | 11 | 12 | 13 | 14 |
| 15  | 16 | 17 | 18 | 19 | 20 | 21 |
| 22  | 23 | 24 | 25 | 26 | 27 | 28 |
| 29  | 30 | 31 |    |    |    |    |

| 9월 |    |    |    |    |    |    |
| 일  | 월 | 화 | 수 | 목 | 금 | 토 |
|     |    |    | 1  | 2  | 3  | 4  |
| 5   | 6  | 7  | 8  | 9  | 10 | 11 |
| 12  | 13 | 14 | 15 | 16 | 17 | 18 |
| 19  | 20 | 21 | 22 | 23 | 24 | 25 |
| 26  | 27 | 28 | 29 | 30 |    |    |

| 10월 |    |    |    |    |    |    |
| 일   | 월 | 화 | 수 | 목 | 금 | 토 |
|      |    |    |    |    | 1  | 2  |
| 3    | 4  | 5  | 6  | 7  | 8  | 9  |
| 10   | 11 | 12 | 13 | 14 | 15 | 16 |
| 17   | 18 | 19 | 20 | 21 | 22 | 23 |
| 24   | 25 | 26 | 27 | 28 | 29 | 30 |
| 31   |    |    |    |    |    |    |

| 11월 |    |    |    |    |    |    |
| 일   | 월 | 화 | 수 | 목 | 금 | 토 |
|      | 1  | 2  | 3  | 4  | 5  | 6  |
| 7    | 8  | 9  | 10 | 11 | 12 | 13 |
| 14   | 15 | 16 | 17 | 18 | 19 | 20 |
| 21   | 22 | 23 | 24 | 25 | 26 | 27 |
| 28   | 29 | 30 |    |    |    |    |

| 12월 |    |    |    |    |    |    |
| 일   | 월 | 화 | 수 | 목 | 금 | 토 |
|      |    |    | 1  | 2  | 3  | 4  |
| 5    | 6  | 7  | 8  | 9  | 10 | 11 |
| 12   | 13 | 14 | 15 | 16 | 17 | 18 |
| 19   | 20 | 21 | 22 | 23 | 24 | 25 |
| 26   | 27 | 28 | 29 | 30 | 31 |    |

### 음양력 대조 일람
| 음력월 | 월건 | 대소 | 음력 1일의 양력 월일 | 음력 1일 간지 |
| ------ | ---- | ---- | -------------------- | ------------- |
| 1월    | 병인 | 소   | 1월 22일             | 임오          |
| 2월    | 정묘 | 대   | 2월 20일             | 신해          |
| 윤2월  |      | 소   | 3월 22일             | 신사          |
| 3월    | 무진 | 소   | 4월 20일             | 경술          |
| 4월    | 기사 | 대   | 5월 19일             | 기묘          |
| 5월    | 경오 | 소   | 6월 18일             | 기유          |
| 6월    | 신미 | 대   | 7월 17일             | 무인          |
| 7월    | 임신 | 소   | 8월 16일             | 무신          |
| 8월    | 계유 | 대   | 9월 14일             | 정축          |
| 9월    | 갑술 | 대   | 10월 14일            | 정미          |
| 10월   | 을해 | 대   | 11월 13일            | 정축          |
| 11월   | 병자 | 소   | 12월 13일            | 정미          |
| 12월   | 정축 | 대   | 1910년 1월 11일      | 병자          |